# Агарков Сергій Тихонович
Сергій Тихонович Агарков (25 січня 1951, Ялта — 17 липня 2012, Москва) — радянський та російський лікар, психіатр, сексолог, доктор медичних наук, професор, член-кореспондент Міжнародної академії інформатизації.

## Біографія
Народився 25 січня 1951 року в місті Ялта Кримської області (Україна).
У 1968 році з відзнакою закінчив Ялтинську середню школу № 5.

### Освіта
1968–1974 рр. — Кримський державний медичний інститут, лікувальний факультет.

1974 — 1975 рр. — Кримська обласна психіатрична лікарня № 1, клінічна інтернатура з психіатрії.

### Робота та громадська діяльність
1975–1978 рр. — Феодосійський психоневрологічний диспансер, лікар психотерапевт-сексопатолог.

1979—1983 рр. — Харківський НДІ неврології та психіатрії, науковий співробітник відділу неврозів.

1983—1986 рр. — Центральна московська обласна психіатрична лікарня, завідувач відділення неврозів.

1986—1992 рр. — Московський НДІ психіатрії, старший науковий співробітник відділення сексопатології.
В 1992 очолив сексологічну асоціацію «Культура та здоров'я», в рамках якої в Москві був відкритий «Центр формування сексуальної культури», а також муніципальний сексологічний центр «Медицина та репродукція».
З 2000 року вів курс з основ сексології на кафедрі психології особистості факультету психології Московського державного університету.
Працював у складі редколегій газет «СНІД-інфо», «АіФ-любов». Спільно з асоціацією венерологів «Санам» видавав газету «Венера-прес». Неодноразово виступав з коментарями в ЗМІ. У березні 2012 брав участь у телепрограмі «Держдеп 2» на тему прийняття у регіонах Росії законів про заборону «пропаганди гомосексуальності». У квітні брав участь у випуску програми «Чесний понеділок» на цю ж тему.
У липні 2012, після заяви міністра охорони здоров'я РФ Вероніки Скворцової про те, що треба «дітей, підростаюче покоління правильно виховувати та захищати, можливо, від патологічних представників гомосексуальності» Сергій Агарков висловився про необхідність підвищення сексологічної грамотності людей в Росії:
 "У свідомості обивателя все гомосексуали небезпечні, оскільки вони нібито нав'язують підліткам богемний спосіб життя та останні не можуть встояти перед модою. За всім тим стоїть повна відсутність сексуальної освіти навіть у лікарів.
Незважаючи на те, що сексологія стала окремою медичною дисципліною в 1988 році, в країні є лише одна кафедра медичної сексології в Пітері та жалюгідний курс у РМАПО на кафедрі психотерапії. Безкоштовні сексологи вимерли як клас <…> У МОЗ РФ і МОЗ Москви ніколи не було головного спеціаліста по сексології, який хоча б готував матеріали до публічних виступів міністра і не допускав офіційних «ляпів».
У Москві немає жодного муніципального спеціалізованого сексологічного центру <…>
Сьогодні немає регулярних опитувань населення, які проводилися раніше, немає жодного повноцінного наукового журналу з сексології, практично розвалилися традиційні наукові школи в Пітері та Москві.
Найгірше йде справа з допомогою дітям та підліткам, про що свідчить ряд гучних скандалів в пресі за останній рік. <…>

Так чого ж ми хочемо від МОЗ?
Агарков закликав відновити «інфраструктуру сексологічної служби хоча б до убогого „позднесоветского“ рівня», «поки ще збереглися старі кадри, здатні передати свій досвід та знання молоді».

## Смерть
Сергій Агарков помер вранці 17 липня 2012 року. Церемонія прощання відбулася 19 липня в ритуальному залі Троєкурівського кладовища.

## Родина
- Мати — Синіцина Ганна Андріївна (1920–1999)
- Батько — Агарков Тихон Георгійович (1919–1980)
- Дружина — Агаркова Тетяна Евстафьевна (1951)
- Діти — Костянтин (1972), Максим (1974), Ганна (1976).

## Опубліковані праці
- «Супружеская дезадаптация» (монография, издательство «Едиториал УРСС», 2004)[5];
- «Сексуальность в цивилизации: от пещер до небоскребов (социогенез сексуальности)» (учебное пособие, 2010, совместно с Евгением Кащенко);
- «Сексуальность от зачатия до смерти: онтогенез сексуальности» (учебное пособие, 2011, совместно с Евгением Кащенко);
- «Теория и практика психологического консультирования в сексологии» (сборник избранных лекций российских сексологов, в том числе и С.Агаркова, 2012).